# Paul Zuccarelli
Paul Zuccarelli (24 de agosto 1886 – 19 de Junho 1913) foi um piloto italiano. Zuccarelli faleceu durante os treinos do GP da França em Amiens, em 1913.

## Resultados da Indy 500
| Ano    | Carro  | Largadas | Quilômetros rodados | Ranking | Chegadas | Voltas rápidas | Led | Abandonos    |
| ------ | ------ | -------- | ------------------- | ------- | -------- | -------------- | --- | ------------ |
| 1913   | 15     | 26       | 85.830              | 4       | 22       | 18             | 0   | Main bearing |
| Totals | Totals | Totals   | Totals              | Totals  | Totals   | 18             | 0   |              |

| Largadas              | 1 |
| Poles                 | 0 |
| Primeira fila         | 0 |
| Vitórias              | 0 |
| Entre os 5 primeiros  | 0 |
| Entre os 10 primeiros | 0 |
| Abandonos             | 1 |